# Белобородово (Московская область)

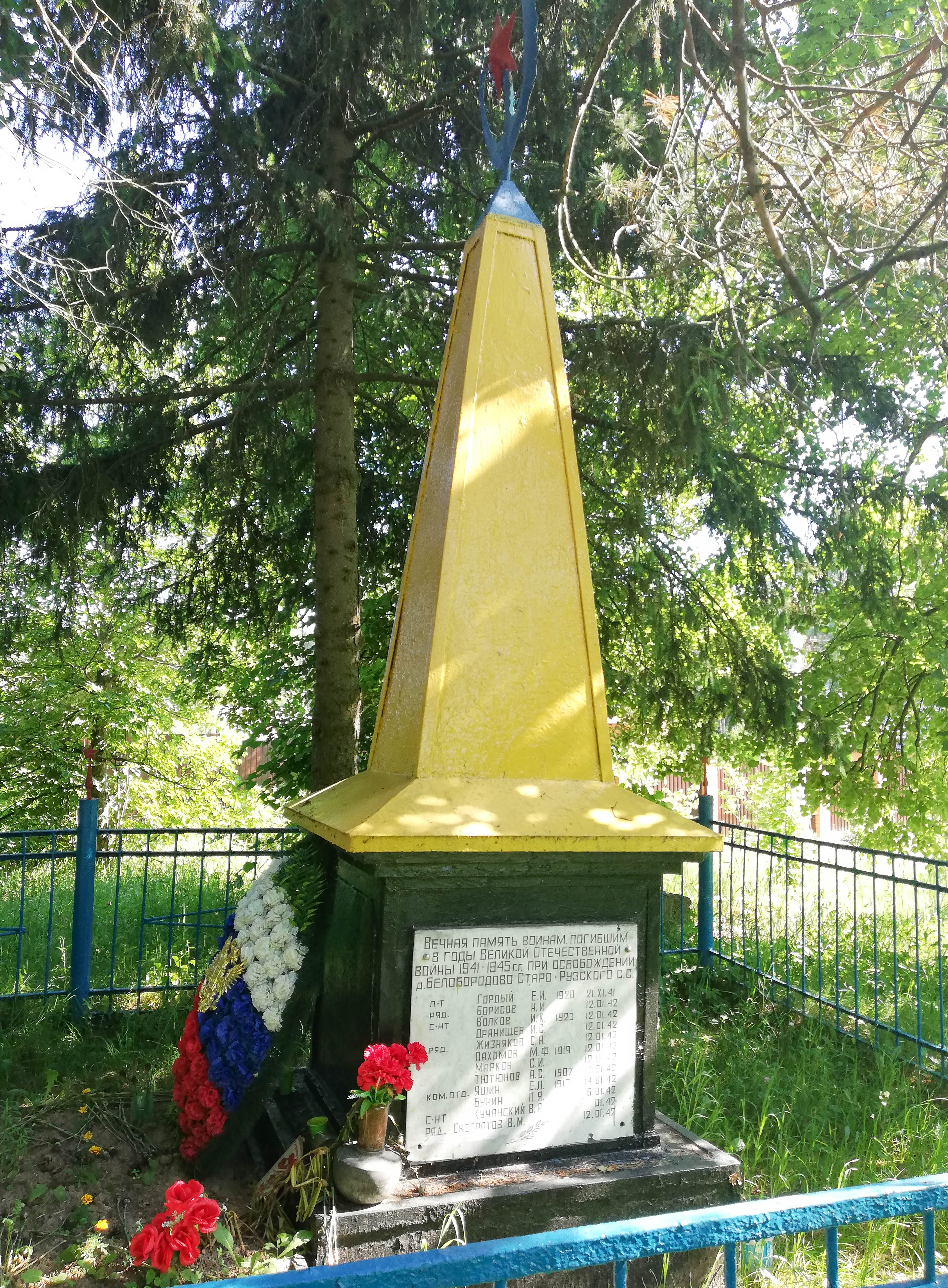
Воинский мемориал в Белобородово

Белобородово — деревня в Рузском городском округе Московской области России, до 2017 года входившая в состав сельского поселения Старорузское Рузского района. Население — 19 чел. (2010), в деревне числится 1 садовое товарищество. До 2006 года Белобородово входило в состав Старорузского сельского округа.
Деревня расположена в юго-восточной части района, на безымянном правом притоке Москва-реки, примерно в 14 км к юго-востоку от Рузы, высота центра деревни над уровнем моря 181 м. Ближайшие населённые пункты — Кожино в 0,5 км восточнее и Ботино в 1 км на запад. Через деревню проходит региональная автодорога 46К-1152 Звенигород — Колюбакино — Нестерово.

## Население
| 2002 | 2006 | 2010 |
| ---- | ---- | ---- |
| 22   | ↘15  | ↗19  |